# 迈克尔·埃辛
迈克尔·埃辛（英語：Michael Essien，1982年12月3日—），加納足球運動員，司職中場，亦可客串边后卫。職業生涯主要效力車路士。

## 球員生涯

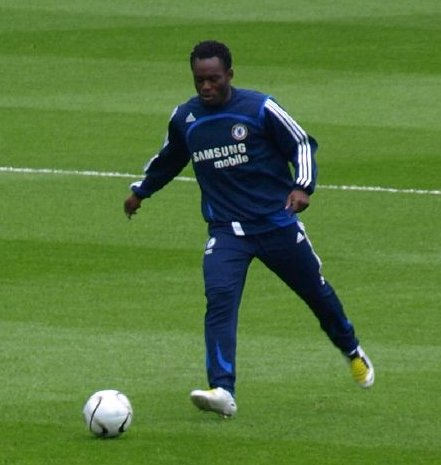
艾辛效力於車路士

艾辛在高中畢業後就效力于加納聯賽中著名的自由職業運動員。2000年加盟法甲球隊巴斯蒂亞。靈活的盤球、後上射門能力使艾辛成為法甲強隊里昂物色人選，更於2003年加盟這支班霸。他在里昂除連贏三屆法甲冠軍外，更為重要是協助里昂成為歐洲聯賽冠軍杯常客。
2005年艾辛成為法甲年度最佳球員，俄羅斯富豪阿巴莫域治入主車路士後在轉會市場上全力搜羅各個位置上最好的球員，起初里昂開出了高昂的價錢（3100萬英鎊），車路士不滿意，雙方討價還價，最終這宗轉會交易以2600萬英鎊成交，打破了法甲最高轉會費的紀錄。來到史丹福橋球場之後艾辛同洋表現出色，而且能力全面的他甚至能成功客串中堅以及右閘的位置。2007年車路士球迷選他為球會「年度最佳球員」。
07-08賽季艾辛隨球隊車路士獲得了英超聯賽亞軍，並闖入歐冠決賽對陣同樣來自英超的曼聯，但是在決賽中因防守失誤導致對方球員朗拿度頭球破門，最終車路士對點球負于對手，遺憾獲得亞軍。
08-09賽季開始前艾辛在友誼賽中受傷，導致前半賽季報銷，但是在下半賽季及時複出，並且在歐冠八分之一決賽第二回合中對陣尤文圖斯的客場比賽中打入一個進球。而在歐冠半決賽第二回合比賽主場對陣巴塞羅那比賽中打入領先一球，但是在比賽結束前的解圍失誤導致對方球員伊涅斯塔打入絕殺進球，未能再次闖入決賽。而由于車路士由于當賽季聯賽成績糟糕，最終獲得聯賽第三，而足總盃成功奪冠。
之后的09-10赛季，埃辛再次受到伤病打击，并且因此缺席了2010世界杯。
2012年夏天，艾辛未能在車路士奪回正選位置，所以車路士把艾辛租借到西甲的皇家馬德里，為期一年。他在大勝薩拉戈薩4-0的聯賽中打入了皇馬生涯的第一球。
2013年夏天，艾辛和皇馬主教練摩連奴一起回到車路士，但他仅在各项比赛中出场9次，难以再夺回主力位置。
2014年1月24日，切尔西官方宣布埃辛以自由转会的方式加盟意甲的AC米兰。
2015年6月3日，艾辛以自由轉會的方式加盟希臘球隊彭拿典奈高斯，2016年解約。2017年加入印尼球队佩西比萬隆，2018年解約。

## 國家隊
1999年，埃辛代表加納參加在新西蘭舉行的國際足協U-17世界錦標賽，並獲得銅牌。2001年，埃辛儘管是本屆賽事中最年輕的球員之一，卻入選加納20歲以下國家隊參加世青盃，加納在決賽中以微弱優勢輸給東道主阿根廷獲得亞軍。埃辛在本屆賽事中的表現引起了廣泛關注，他被高度評價為非洲新星之一。
2006年世界盃，艾辛協助加納晉身十六強。
2010年非洲國家盃，本來艾辛率領的加納也是冠軍的有力競爭者之一，但他只踢了半個小時就因為重傷而退出該賽事。而艾辛也因膝蓋和腳踝的兩處傷勢讓他無法參與2010年世界盃。

## 生涯數據

### 國家隊
| 年份 | 上陣 | 進球 |
| ---- | ---- | ---- |
| 2002 | 4    | 0    |
| 2003 | 2    | 0    |
| 2004 | 5    | 1    |
| 2005 | 3    | 2    |
| 2006 | 11   | 2    |
| 2007 | 6    | 0    |
| 2008 | 12   | 3    |
| 2009 | 8    | 1    |
| 2010 | 1    | 0    |
| 2011 | 1    | 0    |
| 2012 | 0    | 0    |
| 2013 | 3    | 0    |
| 2014 | 3    | 0    |
| 總數 | 59   | 9    |

## 榮譽
里昂
- 法國甲組足球聯賽 冠軍：2003/04年、2004/05年
- 法國超級盃 冠軍： 2003年、2004年

 車路士
- 英格蘭超級足球聯賽 冠軍：2005/06年、2009/10年
- 英格蘭足總盃 冠軍：2006/07年、2008/09年、2009/10年、2011/12年
- 英格蘭聯賽盃 冠軍：2006/07年
- 英格蘭社區盾 冠軍：2009年
- 歐洲冠軍联赛 冠軍：2011/12年

 加納國家隊
- 世界少年足球錦標賽(U17) 季軍：1999年
- 世界青年足球錦標賽(U20) 亞軍：2001年
- 非洲國家盃季軍：2008年
- 非洲國家盃亞軍：2010年

個人
- 法國甲組足球聯賽年度最佳球員：2005年
- 車路士球季最佳入球：2006/07年、2008/09年
- 車路士年度最佳球員：2007年
- 非洲國家盃最佳陣容：2008年

## 外部連結
- 足球数据库：迈克尔·埃辛的球员统计数据
- 車路士官方 艾辛檔案